# Melanie Thornton/Diskografie
Diese Diskografie ist eine Übersicht über die musikalischen Werke der US-amerikanischen Pop-, R&B- und Dance-Sängerin Melanie Thornton. Den Schallplattenauszeichnungen zufolge hat sie bisher mehr als 2,7 Millionen Tonträger verkauft. Ihre erfolgreichste Veröffentlichung ist die Autorenbeteiligung Be My Lover mit über 1,2 Millionen verkauften Einheiten.
In Deutschland verkaufte sich die Single Wonderful Dream (Holidays Are Coming) am besten. Diese avancierte zum Millionenseller und zählt zu einer der meistverkauften Singles des Landes der 2000er-Jahre. Mit einer Million verkauften Einheiten zählt es auch zu den meistverkauften Weihnachtssingles in Deutschland, lediglich Last Christmas verkaufte sich mit 1,5 Millionen Einheiten besser. Darüber hinaus zählt das Lied mit über 137 Chartwochen zu den erfolgreichsten Dauerbrennern der Singlecharts.

## Alben

### Studioalben
| Jahr | Titel Musiklabel                   | Höchstplatzierung, Gesamtwochen, AuszeichnungChartplatzierungen (Jahr, Titel, Musiklabel, Platzierungen, Wochen, Auszeichnungen, Anmerkungen) | Höchstplatzierung, Gesamtwochen, AuszeichnungChartplatzierungen (Jahr, Titel, Musiklabel, Platzierungen, Wochen, Auszeichnungen, Anmerkungen) | Höchstplatzierung, Gesamtwochen, AuszeichnungChartplatzierungen (Jahr, Titel, Musiklabel, Platzierungen, Wochen, Auszeichnungen, Anmerkungen) | Höchstplatzierung, Gesamtwochen, AuszeichnungChartplatzierungen (Jahr, Titel, Musiklabel, Platzierungen, Wochen, Auszeichnungen, Anmerkungen) | Höchstplatzierung, Gesamtwochen, AuszeichnungChartplatzierungen (Jahr, Titel, Musiklabel, Platzierungen, Wochen, Auszeichnungen, Anmerkungen) | Anmerkungen                                              |
| Jahr | Titel Musiklabel                   | DE | AT | CH | UK | US | Anmerkungen                                              |
| ---- | ---------------------------------- | --- | --- | --- | --- | --- | -------------------------------------------------------- |
| 2001 | Ready to Fly X-Cell Records (Sony) | DE5 Gold · (34 Wo.)DE | AT20 (10 Wo.)AT | CH4 Gold · (24 Wo.)CH | — | — | Erstveröffentlichung: 30. April 2001 Verkäufe: + 170.000 |

### Kompilationen
| Jahr | Titel Musiklabel                                            | Anmerkungen                                       |
| ---- | ----------------------------------------------------------- | ------------------------------------------------- |
| 2002 | The Best Of MCI Records (BMG)                               | Erstveröffentlichung: 2. April 2002 mit La Bouche |
| 2003 | Memories – Her Most Beautiful Ballads X-Cell Records (Sony) | Erstveröffentlichung: 1. Dezember 2003            |

## Singles

### Als Leadmusikerin
| Jahr | Titel Album                                        | Höchstplatzierung, Gesamtwochen, AuszeichnungChartplatzierungen (Jahr, Titel, Album, Platzierungen, Wochen, Auszeichnungen, Anmerkungen) | Höchstplatzierung, Gesamtwochen, AuszeichnungChartplatzierungen (Jahr, Titel, Album, Platzierungen, Wochen, Auszeichnungen, Anmerkungen) | Höchstplatzierung, Gesamtwochen, AuszeichnungChartplatzierungen (Jahr, Titel, Album, Platzierungen, Wochen, Auszeichnungen, Anmerkungen) | Höchstplatzierung, Gesamtwochen, AuszeichnungChartplatzierungen (Jahr, Titel, Album, Platzierungen, Wochen, Auszeichnungen, Anmerkungen) | Höchstplatzierung, Gesamtwochen, AuszeichnungChartplatzierungen (Jahr, Titel, Album, Platzierungen, Wochen, Auszeichnungen, Anmerkungen) | Anmerkungen                                                   |
| Jahr | Titel Album                                        | DE | AT | CH | UK | US | Anmerkungen                                                   |
| ---- | -------------------------------------------------- | --- | --- | --- | --- | --- | ------------------------------------------------------------- |
| 2000 | Love How You Love Me Ready to Fly                  | DE15 (20 Wo.)DE | AT48 (12 Wo.)AT | CH29 (27 Wo.)CH | — | — | Erstveröffentlichung: 6. November 2000                        |
| 2001 | Heartbeat Ready To Fly (New Edition)               | DE59 (9 Wo.)DE | — | CH95 (2 Wo.)CH | — | — | Erstveröffentlichung: 9. April 2001                           |
| 2001 | Makin’ Oooh Oooh (Talking About Love) Ready to Fly | DE76 (6 Wo.)DE | — | CH90 (1 Wo.)CH | — | — | Erstveröffentlichung: 3. September 2001                       |
| 2001 | Wonderful Dream (Holidays Are Coming) Ready to Fly | DE3 ×2Doppelplatin · (147 Wo.)DE | AT5 ×2Doppelplatin · (114 Wo.)AT | CH3 (73 Wo.)CH | — | — | Erstveröffentlichung: 23. November 2001 Verkäufe: + 1.080.000 |

### Als Gastmusikerin
| Jahr | Titel Album                  | Höchstplatzierung, Gesamtwochen, AuszeichnungChartplatzierungen (Jahr, Titel, Album, Platzierungen, Wochen, Auszeichnungen, Anmerkungen) | Höchstplatzierung, Gesamtwochen, AuszeichnungChartplatzierungen (Jahr, Titel, Album, Platzierungen, Wochen, Auszeichnungen, Anmerkungen) | Höchstplatzierung, Gesamtwochen, AuszeichnungChartplatzierungen (Jahr, Titel, Album, Platzierungen, Wochen, Auszeichnungen, Anmerkungen) | Höchstplatzierung, Gesamtwochen, AuszeichnungChartplatzierungen (Jahr, Titel, Album, Platzierungen, Wochen, Auszeichnungen, Anmerkungen) | Höchstplatzierung, Gesamtwochen, AuszeichnungChartplatzierungen (Jahr, Titel, Album, Platzierungen, Wochen, Auszeichnungen, Anmerkungen) | Anmerkungen                                                                               |
| Jahr | Titel Album                  | DE | AT | CH | UK | US | Anmerkungen                                                                               |
| ---- | ---------------------------- | --- | --- | --- | --- | --- | ----------------------------------------------------------------------------------------- |
| 1994 | (Oh Oh Oh There Is) Nobody – | — | — | — | — | — | Erstveröffentlichung: 1994 Begleitgesang bei Hysterie                                     |
| 1994 | Feel the Life –              | — | — | — | — | — | Erstveröffentlichung: 1994 Begleitgesang bei Men Behind                                   |
| 1994 | Freedom (Free Your Mind) –   | — | — | — | — | — | Erstveröffentlichung: 1994 Joy-Lab feat. Melanie Thornton                                 |
| 1994 | I Surrender to Your Love –   | — | — | — | — | — | Erstveröffentlichung: 1994 Begleitgesang bei Comic                                        |
| 1994 | Power of the Light –         | — | AT24 (5 Wo.)AT | — | — | — | Erstveröffentlichung: 1994 Begleitgesang bei 100%                                         |
| 1994 | Take Me 2 Heaven 2 Nite –    | — | — | — | — | — | Erstveröffentlichung: 1994 Trance-Vision feat. Melanie Thornton                           |
| 1994 | Tonight Is the Night –       | — | — | — | — | — | Erstveröffentlichung: 1994 Begleitgesang bei Le Click                                     |
| 1994 | How Can I? –                 | — | — | — | — | — | Erstveröffentlichung: 7. September 1994 Begleitgesang bei Men Behind                      |
| 1994 | If You Wanna Be (My Only) –  | — | — | — | — | — | Erstveröffentlichung: 20. Oktober 1994 Begleitgesang bei Orange Blue                      |
| 1995 | Skate with Me –              | — | — | — | — | — | Erstveröffentlichung: 1995 Loop feat. Joan Faulkner, Melanie, Linda Rocco & Katarina Witt |
| 2002 | In Your Life The Best Of     | — | — | — | — | — | Erstveröffentlichung: 25. November 2002 La Bouche feat. Melanie Thornton                  |

## Musikvideos
| Jahr | Titel                                 | Regisseur(e)     |
| ---- | ------------------------------------- | ---------------- |
| 1994 | Tonight Is the Night                  |                  |
| 2000 | Love How You Love Me                  | Oliver Sommer    |
| 2001 | Heartbeat                             | Oliver Sommer    |
| 2001 | Makin’ Oooh Oooh (Talking About Love) | Erçin Filizli    |
| 2001 | Wonderful Dream (Holidays Are Coming) | Oliver Sommer    |
| 2002 | In Your Life                          | Robert Bröllochs |

## Autorenbeteiligungen
Melanie Thornton als Autorin in den Charts

| Jahr | Titel Interpretation                                                 | Höchstplatzierung, Gesamtwochen, AuszeichnungChartplatzierungen (Jahr, Titel, Interpretation, Platzierungen, Wochen, Auszeichnungen, Anmerkungen) | Höchstplatzierung, Gesamtwochen, AuszeichnungChartplatzierungen (Jahr, Titel, Interpretation, Platzierungen, Wochen, Auszeichnungen, Anmerkungen) | Höchstplatzierung, Gesamtwochen, AuszeichnungChartplatzierungen (Jahr, Titel, Interpretation, Platzierungen, Wochen, Auszeichnungen, Anmerkungen) | Höchstplatzierung, Gesamtwochen, AuszeichnungChartplatzierungen (Jahr, Titel, Interpretation, Platzierungen, Wochen, Auszeichnungen, Anmerkungen) | Höchstplatzierung, Gesamtwochen, AuszeichnungChartplatzierungen (Jahr, Titel, Interpretation, Platzierungen, Wochen, Auszeichnungen, Anmerkungen) | Anmerkungen                                                   |
| Jahr | Titel Interpretation                                                 | DE | AT | CH | UK | US | Anmerkungen                                                   |
| ---- | -------------------------------------------------------------------- | --- | --- | --- | --- | --- | ------------------------------------------------------------- |
| 1994 | Sweet Dreams (Ola Ola E) La Bouche                                   | DE8 Gold · (22 Wo.)DE | AT3 (13 Wo.)AT | CH5 (13 Wo.)CH | UK44 (4 Wo.)UK | US13 (32 Wo.)US | Erstveröffentlichung: 12. März 1994 Verkäufe: + 285.000       |
| 1995 | Be My Lover La Bouche                                                | DE1 Gold · (29 Wo.)DE | AT3 Gold · (16 Wo.)AT | CH5 (32 Wo.)CH | UK25 Silber · (9 Wo.)UK | US6 Gold · (38 Wo.)US | Erstveröffentlichung: 2. März 1995 Verkäufe: + 1.230.000      |
| 1999 | S.O.S. La Bouche                                                     | DE78 (9 Wo.)DE | — | — | — | — | Erstveröffentlichung: 15. Februar 1999                        |
| 2000 | Love How You Love Me Melanie Thornton                                | DE15 (20 Wo.)DE | AT48 (12 Wo.)AT | CH29 (27 Wo.)CH | — | — | Erstveröffentlichung: 6. November 2000                        |
| 2001 | Makin’ Oooh Oooh (Talking About Love) Melanie Thornton               | DE76 (6 Wo.)DE | — | CH90 (1 Wo.)CH | — | — | Erstveröffentlichung: 3. September 2001                       |
| 2001 | Wonderful Dream (Holidays Are Coming) Melanie Thornton               | DE3 ×2Doppelplatin · (147 Wo.)DE | AT5 ×2Doppelplatin · (114 Wo.)AT | CH3 (73 Wo.)CH | — | — | Erstveröffentlichung: 23. November 2001 Verkäufe: + 1.080.000 |
| 2018 | Holidays Are Coming The Kingdom Choir feat. Camélia Jordana & Namika | DE97 (3 Wo.)DE | — | — | — | — | Erstveröffentlichung: 9. November 2018                        |
| 2023 | Be My Lover David Guetta & Hypaton feat. La Bouche                   | DE— aDE | — | — | — | — | Erstveröffentlichung: 21. April 2023                          |

## Sonderveröffentlichungen
| Jahr | Titel Album                 | Anmerkungen                                                          |
| ---- | --------------------------- | -------------------------------------------------------------------- |
| 2002 | In Your Life The Best Of    | Erstveröffentlichung: 2. April 2002 La Bouche feat. Melanie Thornton |
| 2002 | Love of My Life Celebration | Erstveröffentlichung: 15. April 2002 DJ Bobo feat. Melanie Thornton  |

## Statistik

### Chartauswertung
Albumcharts
|                     | DE    | AT    | CH    | UK    | US    |
| ------------------- | ----- | ----- | ----- | ----- | ----- |
| Nummer-eins-Alben   | DE—DE | AT—AT | CH—CH | UK—UK | US—US |
| Top-10-Alben        | DE1DE | AT—AT | CH1CH | UK—UK | US—US |
| Alben in den Charts | DE1DE | AT1AT | CH1CH | UK—UK | US—US |

|                       | DE    | AT    | CH    | UK    | US    |
| --------------------- | ----- | ----- | ----- | ----- | ----- |
| Nummer-eins-Singles   | DE—DE | AT—AT | CH—CH | UK—UK | US—US |
| Top-10-Singles        | DE1DE | AT1AT | CH1CH | UK—UK | US—US |
| Singles in den Charts | DE4DE | AT3AT | CH4CH | UK—UK | US—US |

|                       | DE    | AT    | CH    | UK    | US    |
| --------------------- | ----- | ----- | ----- | ----- | ----- |
| Nummer-eins-Singles   | DE1DE | AT—AT | CH—CH | UK—UK | US—US |
| Top-10-Singles        | DE3DE | AT3AT | CH3CH | UK—UK | US1US |
| Singles in den Charts | DE7DE | AT4AT | CH5CH | UK2UK | US2US |

### Auszeichnungen für Musikverkäufe
| Silberne Schallplatte - Frankreich - 1995: für die Autorenbeteiligung Be My Lover (La Bouche) Goldene Schallplatte - Australien - 1996: für die Autorenbeteiligung Sweet Dreams (La Bouche) - Italien - 2023: für die Autorenbeteiligung Sweet Dreams (La Bouche) - Norwegen - 1996: für die Autorenbeteiligung Be My Lover (La Bouche) | Platin-Schallplatte - Australien - 1996: für die Autorenbeteiligung Be My Lover (La Bouche) |

Anmerkung: Auszeichnungen in Ländern aus den Charttabellen bzw. Chartboxen sind in ebendiesen zu finden.
| Land/RegionAuszeichnungen für Musikverkäufe (Land/Region, Auszeichnungen, Verkäufe, Quellen) | Silber     | Gold     | Platin     | Verkäufe  | Quellen                                                   |
| -------------------------------------------------------------------------------------------- | ---------- | -------- | ---------- | --------- | --------------------------------------------------------- |
| Australien (ARIA)                                                                            | —          | Gold1    | Platin1    | 105.000   | aria.com.au                                               |
| Deutschland (BVMI)                                                                           | —          | 3× Gold3 | 2× Platin2 | 1.650.000 | musikindustrie.de                                         |
| Frankreich (SNEP)                                                                            | Silber1    | —        | —          | 125.000   | infodisc.fr                                               |
| Italien (FIMI)                                                                               | —          | Gold1    | —          | 50.000    | fimi.it                                                   |
| Norwegen (IFPI)                                                                              | —          | Gold1    | —          | 10.000    | ifpi.no (Memento vom 6. Februar 2012 im Internet Archive) |
| Österreich (IFPI)                                                                            | —          | Gold1    | 2× Platin2 | 105.000   | ifpi.at                                                   |
| Schweiz (IFPI)                                                                               | —          | Gold1    | —          | 20.000    | hitparade.ch                                              |
| Vereinigte Staaten (RIAA)                                                                    | —          | Gold1    | —          | 500.000   | riaa.com                                                  |
| Vereinigtes Königreich (BPI)                                                                 | Silber1    | —        | —          | 200.000   | bpi.co.uk                                                 |
| Insgesamt                                                                                    | 2× Silber2 | 9× Gold9 | 5× Platin5 |           |                                                           |